# Gambia na Letnich Igrzyskach Olimpijskich 2020
Gambia na Letnich Igrzyskach Olimpijskich 2020 – występ kadry sportowców reprezentujących Gambię na igrzyskach olimpijskich, które odbyły się w Tokio w Japonii, w dniach 23 lipca - 8 sierpnia 2021 roku.
Reprezentacja Gambii liczyła czworo zawodników - trzech mężczyzn i jedną kobietę, którzy wystąpili w 3 dyscyplinach.
Był to dziesiąty start tego kraju na letnich igrzyskach olimpijskich.

## Reprezentanci

### Judo
| Zawodnik  | Konkurencja       | 1/32             | 1/16                   | 1/8              | Ćwierćfinał      | Półfinał         | Repasaż          | Finał/BM         | Finał/BM |
| Zawodnik  | Konkurencja       | Przeciwnik Wynik | Przeciwnik Wynik       | Przeciwnik Wynik | Przeciwnik Wynik | Przeciwnik Wynik | Przeciwnik Wynik | Przeciwnik Wynik | Miejsce  |
| --------- | ----------------- | ---------------- | ---------------------- | ---------------- | ---------------- | ---------------- | ---------------- | ---------------- | -------- |
| Faye Njie | do 73 kg mężczyzn | BYE              | Makhmadbekov P 000-010 | NQ               | NQ               | NQ               | NQ               | NQ               | NQ       |

### Lekkoatletyka
Mężczyźni
| Zawodnik      | Konkurencja   | Eliminacje | Eliminacje | Runda 1 | Runda 1 | Półfinał | Półfinał | Finał | Finał   |
| Zawodnik      | Konkurencja   | Czas       | Miejsce    | Czas    | Miejsce | Czas     | Miejsce  | Czas  | Miejsce |
| ------------- | ------------- | ---------- | ---------- | ------- | ------- | -------- | -------- | ----- | ------- |
| Ebrima Camara | Bieg na 100 m | BYE        | BYE        | 10,33   | 43.     | NQ       | NQ       | NQ    | NQ      |

Kobiety
| Zawodniczka | Konkurencja   | Eliminacje | Eliminacje | Runda 1 | Runda 1 | Półfinał | Półfinał | Finał | Finał   |
| Zawodniczka | Konkurencja   | Czas       | Miejsce    | Czas    | Miejsce | Czas     | Miejsce  | Czas  | Miejsce |
| ----------- | ------------- | ---------- | ---------- | ------- | ------- | -------- | -------- | ----- | ------- |
| Gina Bass   | Bieg na 100 m | BYE        | BYE        | 11,12   | 15. q   | 11,16    | 15.      | NQ    | NQ      |
| Gina Bass   | Bieg na 200 m | N/A        | N/A        | 22,74   | 13. Q   | 22,67    | 14.      | NQ    | NQ      |

### Pływanie
| Zawodnik     | Konkurencja                | Eliminacje | Eliminacje | Półfinał | Półfinał | Finał | Finał   |
| Zawodnik     | Konkurencja                | Czas       | Miejsce    | Czas     | Miejsce  | Czas  | Miejsce |
| ------------ | -------------------------- | ---------- | ---------- | -------- | -------- | ----- | ------- |
| Ebrima Buaro | 50 m st. dowolnym mężczyzn | 27,44      | 66.        | NQ       | NQ       | NQ    | NQ      |